# SPT-forsøg
SPT-forsøget er en geoteknisk undersøgelsesmetode til måling af styrken af grovkornede materialer. Forsøget udføres i bunden af et borehul vha en i stålstænger ophængt sonde, som under forsøget rammes ned i jorden under borehullets bund. Forsøgsresultatet, kaldet N-værdien, bruges som et mål for jordens lejringstæthed, og dermed styrke og bæreevne. Forsøget udføres normalt kun på sand- og grusmaterialer.

## Historie
Forsøget er oprindeligt udviklet omkring 1930 af den amerikanske bygningsingeniør Harry Mohr, som var ansat i firmaet Gow Construction Co i Boston, Massachusetts. Professor i jordmekanik ved Harvard Universitet Karl Terzaghi blev opmærksom på forsøget, som han ivrigt anbefalede og i 1947 gav navnet Standard Penetration Test, forkortet SPT.

## Udstyr og metode
Forsøgets amerikanske oprindelse afspejler sig i udstyrets dimensioner. SPT-sonden er en stålcylinder med diameter på 51 mm (2 engelske tommer) og længde omkring 650 mm. Sonden rammes ned med en standardiseret energi, som opnås ved at lade en hammer med massen 63,5 kg (140 engelske pund) falde 760 mm (30 engelske tommer). Sonden har nederst en konisk spids for at lette nedtrængningen, og den er normalt hul (split-spoon), således at der under forsøget presses en jordprøve op i sonden, som efter forsøgets afslutning kan pilles ud og inspiceres.
Ved forsøget nedrammes sonden ved gentagne slag med hammeren 45 cm, delt på 3 stk 15 cm intervaller, hvor man for hvert interval tæller antallet af slag. Det første 15 cm interval fungerer som forberedende indramning af sonden, mens forsøgsresultatet, N-værdien, er summen af slagantallene for de to sidste 15 cm intervaller, altså de nederste 30 cm (1 engelsk fod).

## Anvendelse
Forsøget måler ikke direkte nogen jordmekanisk parameter, i stedet anvendes forsøgsresultater empirisk, ved korrelation med værdier for lejringstæthed, friktionsvinkel og bæreevne opnået ved andre typer forsøg. SPT-forsøget har den fordel at det er hurtigt og billigt, og ofte muligt at udføre i situationer hvor mere avancerede forsøg som konsoliderings- og triaksialforsøg ikke kan lade sig gøre, fx fordi prøvematerialet er forstyrret.
Forsøgets anvendelse er omstridt, idet korrelationer som i nedenstående skema til stadighed diskuteres, men det har sin berettigelse, når et jordmateriales omtrentlige egenskaber skal fastlægges.
| N-værdi | Tæthed     | Bæreevne (kPa) |
| ------- | ---------- | -------------- |
| 0 - 4   | meget løs  | << 67          |
| 4 - 10  | løs        | < 67           |
| 10 - 30 | middelfast | 67 - 239       |
| 30 - 50 | fast       | 239 - 431      |
| > 50    | meget fast | > 431          |